# Carantanta

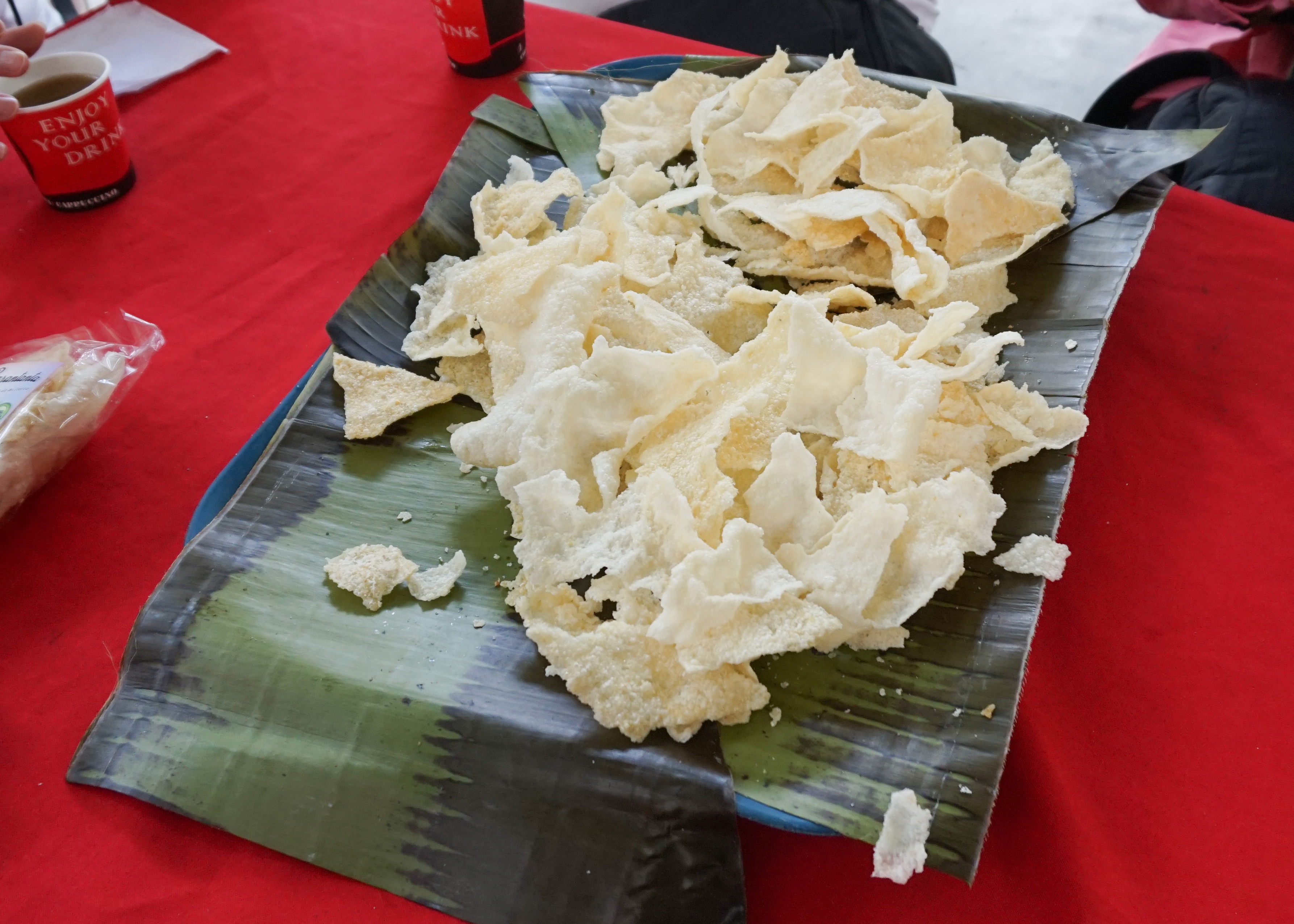
Carantantas en Popayán

La carantanta es un producto típico del departamento del Cauca, en Colombia; se obtiene luego de cocer maíz molido, secando y desprendiendo la parte de la masa que se encuentra pegada de las paredes de la olla en la que se efectúa la cocción del maíz.
La palabra carantanta, según testimonio de Álvaro José Negret, proviene del quichua, que quiere decir "pan duro".
La masa de maíz se usa para envolver tamales y empanadas en diferentes partes de América, pero en el Cauca la masa de relleno de estos tamales y empanadas es de pipián. El sobrante del proceso, es decir, el pegado de la olla, se aprovecha bajo el nombre de carantanta, bien sea como aperitivo frito y salado o preparándolo en sopa.